# Lijst van Tweede Kamerleden 1871-1873
Lijst van Tweede Kamerleden 1871-1873 geeft een overzicht van de leden van de Nederlandse Tweede Kamer in de periode tussen de periodieke verkiezingen van 1871 en de periodieke verkiezingen van 1873. De zittingsperiode van de Tweede Kamer ging in op 18 september 1871 en eindigde op 14 september 1873.
De Tweede Kamer telde 80 leden, die gekozen werden in 41 districten. Zij werden gekozen voor een termijn van vier jaar; om de twee jaar werd de helft van de Tweede Kamer vernieuwd.
| Naam                                     | groepering                | district         | begindatum        | einddatum         | refs   |
| ---------------------------------------- | ------------------------- | ---------------- | ----------------- | ----------------- | ------ |
| Dirk van Akerlaken                       | liberalen                 | Hoorn            | 20-09-1869 [ d ]  | 14 september 1873 | [ 2 ]  |
| Jan Arnoldts                             | conservatief-katholieken  | Roermond         | 18 september 1871 | 19-09-1875 [ e ]  | [ 3 ]  |
| Warnardus Begram                         | conservatieven            | Gorinchem        | 18 september 1871 | 19-09-1875 [ e ]  | [ 4 ]  |
| Willem Bergsma                           | liberalen                 | Dokkum           | 18 september 1871 | 19-09-1875 [ e ]  | [ 5 ]  |
| Sybrand van Beyma thoe Kingma            | liberalen                 | Dokkum           | 20-09-1869 [ d ]  | 14 september 1873 | [ 6 ]  |
| Charles de Bieberstein Rogalla Zawadsky  | thorbeckianen             | Maastricht       | 18 september 1871 | 19-09-1875 [ e ]  | [ 7 ]  |
| François Blom                            | liberalen                 | Rotterdam        | 20-09-1869 [ d ]  | 14 september 1873 | [ 8 ]  |
| Pieter Blussé van Oud-Alblas             | thorbeckianen             | Deventer         | 17 september 1872 | 19-09-1875 [ e ]  | [ 9 ]  |
| Ferdinand Borret                         | conservatief-katholieken  | Tilburg          | 18 september 1871 | 19-09-1875 [ e ]  | [ 10 ] |
| Johannes Bots                            | thorbeckianen             | Eindhoven        | 20-09-1869 [ d ]  | 14 september 1873 | [ 11 ] |
| Willem de Brauw                          | conservatief-protestanten | Gouda            | 20-09-1869 [ d ]  | 14 september 1873 | [ 12 ] |
| Jan Bredius                              | thorbeckianen             | Dordrecht        | 20-09-1869 [ d ]  | 14 september 1873 | [ 13 ] |
| Barend Brouwer                           | liberalen                 | Almelo           | 18 september 1871 | 19-09-1875 [ e ]  | [ 14 ] |
| Jacob de Bruijn Kops                     | liberalen                 | Alkmaar          | 18 september 1871 | 19-09-1875 [ e ]  | [ 15 ] |
| Isaäc Cremer van den Berch van Heemstede | antirevolutionairen       | Leiden           | 22 april 1873     | 14 september 1873 | [ 16 ] |
| Eppo Cremers                             | liberalen                 | Zuidhorn         | 20-09-1869 [ d ]  | 14 september 1873 | [ 17 ] |
| Jacob Dam                                | thorbeckianen             | Zutphen          | 18 september 1871 | 19-09-1875 [ e ]  | [ 18 ] |
| Albertus van Delden                      | liberalen                 | Deventer         | 18 september 1871 | 6 juli 1872       | [ 19 ] |
| Johannes van der Does de Willebois       | conservatief-katholieken  | 's-Hertogenbosch | 18 september 1871 | 19-09-1875 [ e ]  | [ 20 ] |
| Willem Dullert                           | thorbeckianen             | Arnhem           | 20-09-1869 [ d ]  | 14 september 1873 | [ 21 ] |
| Gerard Dumbar                            | thorbeckianen             | Deventer         | 20-09-1869 [ d ]  | 14 september 1873 | [ 22 ] |
| Daniël van Eck                           | thorbeckianen             | Middelburg       | 20-09-1869 [ d ]  | 14 september 1873 | [ 23 ] |
| Cornelis Fock                            | liberalen                 | Amsterdam        | 18 september 1871 | 30 november 1871  | [ 24 ] |
| Cornelis van Foreest                     | conservatief-protestanten | Alkmaar          | 20-09-1869 [ d ]  | 14 september 1873 | [ 25 ] |
| Isaäc Fransen van de Putte               | liberalen                 | Rotterdam        | 18 september 1871 | 6 juli 1872       | [ 26 ] |
| Willem Gevers Deynoot                    | liberalen                 | Dordrecht        | 18 september 1871 | 19-09-1875 [ e ]  | [ 27 ] |
| Michel Godefroi                          | liberalen                 | Amsterdam        | 11 december 1871  | 19-09-1875 [ e ]  | [ 28 ] |
| Leopold Haffmans                         | conservatief-katholieken  | Boxmeer          | 20-09-1869 [ d ]  | 14 september 1873 | [ 29 ] |
| Ernest van Hardenbroek van Lockhorst     | conservatieven            | Amersfoort       | 18 september 1871 | 19-09-1875 [ e ]  | [ 30 ] |
| Johannes Hasselman                       | conservatieven            | Tiel             | 20-09-1869 [ d ]  | 18 september 1871 | [ 31 ] |
| Jan Heemskerk Azn.                       | conservatieven            | Gorinchem        | 20-09-1869 [ d ]  | 14 september 1873 | [ 32 ] |
| Jan Heemskerk Bzn.                       | thorbeckianen             | Amsterdam        | 20-09-1869 [ d ]  | 29 september 1872 | [ 33 ] |
| Petrus van den Heuvel                    | conservatief-katholieken  | Boxmeer          | 18 september 1871 | 19-09-1875 [ e ]  | [ 34 ] |
| Christianus Heydenrijck                  | conservatief-katholieken  | Nijmegen         | 20-09-1869 [ d ]  | 14 september 1873 | [ 35 ] |
| Sybrand Hingst                           | liberalen                 | Leeuwarden       | 20-09-1869 [ d ]  | 14 september 1873 | [ 36 ] |
| Mari Hoffmann                            | conservatief-protestanten | Gouda            | 18 september 1871 | 19-09-1875 [ e ]  | [ 37 ] |
| Samuel van Houten                        | liberalen                 | Groningen        | 18 september 1871 | 19-09-1875 [ e ]  | [ 38 ] |
| Wieger Idzerda                           | thorbeckianen             | Sneek            | 20-09-1869 [ d ]  | 14 september 1873 | [ 39 ] |
| Eduard s'Jacob                           | conservatieven            | Amsterdam        | 18 september 1871 | 19-09-1875 [ e ]  | [ 40 ] |
| Jolle Jolles                             | liberalen                 | Amsterdam        | 18 november 1872  | 14 september 1873 | [ 41 ] |
| Willem Jonckbloet                        | liberalen                 | Winschoten       | 20-09-1869 [ d ]  | 14 september 1873 | [ 42 ] |
| Klaas de Jong                            | liberalen                 | Hoorn            | 18 september 1871 | 19-09-1875 [ e ]  | [ 43 ] |
| Jan Kappeyne van de Coppello             | liberalen                 | Haarlem          | 18 september 1871 | 19-09-1875 [ e ]  | [ 44 ] |
| Jacob van Kerkwijk                       | thorbeckianen             | Zierikzee        | 20-09-1869 [ d ]  | 14 september 1873 | [ 45 ] |
| Nicolaas Kien                            | conservatieven            | Utrecht          | 18 september 1871 | 19-09-1875 [ e ]  | [ 46 ] |
| Johannes van Kuijk                       | conservatieven            | Delft            | 18 september 1871 | 19-09-1875 [ e ]  | [ 47 ] |
| Michiel de Lange                         | liberalen                 | Amsterdam        | 20-09-1869 [ d ]  | 14 september 1873 | [ 48 ] |
| Lambertus Lenting                        | thorbeckianen             | Zutphen          | 20-09-1869 [ d ]  | 14 september 1873 | [ 49 ] |
| Gijsbertus van der Linden                | thorbeckianen             | Almelo           | 20-09-1869 [ d ]  | 14 september 1873 | [ 50 ] |
| Jan van Loon                             | antirevolutionairen       | Amersfoort       | 20-09-1869 [ d ]  | 14 september 1873 | [ 51 ] |
| Aloysius Luyben                          | conservatief-katholieken  | Breda            | 20-09-1869 [ d ]  | 14 september 1873 | [ 52 ] |
| Theo van Lynden van Sandenburg           | conservatief-protestanten | Tiel             | 17 oktober 1871   | 14 september 1873 | [ 53 ] |
| Donald Mackay                            | liberalen                 | Tiel             | 18 september 1871 | 19-09-1875 [ e ]  | [ 54 ] |
| Paul van der Maesen de Sombreff          | thorbeckianen             | Maastricht       | 20-09-1869 [ d ]  | 14 september 1873 | [ 55 ] |
| Evert du Marchie van Voorthuysen         | conservatieven            | Utrecht          | 20-09-1869 [ d ]  | 14 september 1873 | [ 56 ] |
| Charles Mirandolle                       | liberalen                 | Haarlem          | 20-09-1869 [ d ]  | 14 september 1873 | [ 57 ] |
| Antony Moens                             | liberalen                 | Sneek            | 18 september 1871 | 2 februari 1873   | [ 58 ] |
| Antony Moens                             | liberalen                 | Sneek            | 3 maart 1873      | 19-09-1875 [ e ]  | [ 58 ] |
| Albertus van Naamen van Eemnes           | liberalen                 | Zwolle           | 18 september 1871 | 19-09-1875 [ e ]  | [ 59 ] |
| Johannes Nierstrasz                      | conservatieven            | Delft            | 20-09-1869 [ d ]  | 14 september 1873 | [ 60 ] |
| Carel van Nispen tot Sevenaer            | conservatief-katholieken  | Breda            | 18 september 1871 | 19-09-1875 [ e ]  | [ 61 ] |
| Joannes van Nispen van Sevenaer          | conservatief-katholieken  | Nijmegen         | 18 september 1871 | 19-09-1875 [ e ]  | [ 62 ] |
| Lucas Oldenhuis Gratama                  | liberalen                 | Assen            | 20-09-1869 [ d ]  | 14 september 1873 | [ 63 ] |
| Willem Pijls                             | conservatief-liberalen    | Roermond         | 20-09-1869 [ d ]  | 14 september 1873 | [ 64 ] |
| Gerlach van Reenen                       | conservatieven            | Amsterdam        | 18 september 1871 | 19-09-1875 [ e ]  | [ 65 ] |
| Otto van Rees                            | liberalen                 | Rotterdam        | 17 september 1872 | 31 augustus 1873  | [ 66 ] |
| Karel Rombach                            | thorbeckianen             | Brielle          | 18 september 1871 | 19-09-1875 [ e ]  | [ 67 ] |
| Jank de Roo van Alderwerelt              | liberalen                 | Leeuwarden       | 18 september 1871 | 19-09-1875 [ e ]  | [ 68 ] |
| Derk de Ruiter Zijlker                   | liberalen                 | Appingedam       | 17 oktober 1871   | 19-09-1875 [ e ]  | [ 69 ] |
| Jan Rutgers van Rozenburg                | liberalen                 | Haarlemmermeer   | 18 september 1871 | 1                 | [ 70 ] |
| Pieter Saaymans Vader                    | antirevolutionairen       | Goes             | 18 september 1871 | 19-09-1875 [ e ]  | [ 71 ] |
| Johannes Sandberg                        | liberalen                 | Zwolle           | 20-09-1869 [ d ]  | 14 september 1873 | [ 72 ] |
| Rutger Schimmelpenninck van Nijenhuis    | conservatieven            | 's-Gravenhage    | 27 juni 1873      | 14 september 1873 | [ 73 ] |
| Hendrik Smidt                            | liberalen                 | Assen            | 18 september 1871 | 19-09-1875 [ e ]  | [ 74 ] |
| Petrus Smitz                             | conservatief-katholieken  | Eindhoven        | 18 september 1871 | 19-09-1875 [ e ]  | [ 75 ] |
| Thomas Stieltjes                         | liberalen                 | Amsterdam        | 20-09-1869 [ d ]  | 14 september 1873 | [ 76 ] |
| Carel Storm van 's Gravesande            | conservatief-liberalen    | Steenwijk        | 18 september 1871 | 19-09-1875 [ e ]  | [ 77 ] |
| Cornelis van Sypesteyn                   | conservatieven            | 's-Gravenhage    | 20-09-1869 [ d ]  | 18 mei 1873       | [ 78 ] |
| Pieter Taets van Amerongen tot Natewisch | conservatieven            | Leiden           | 20-09-1869 [ d ]  | 22 februari 1873  | [ 79 ] |
| Johannes Tak                             | liberalen                 | Middelburg       | 18 september 1871 | 19-09-1875 [ e ]  | [ 80 ] |
| Johannes Verheyen                        | conservatief-katholieken  | Tilburg          | 20-09-1869 [ d ]  | 14 september 1873 | [ 81 ] |
| Willem Viruly Verbrugge                  | liberalen                 | Rotterdam        | 20-09-1869 [ d ]  | 14 september 1873 | [ 82 ] |
| Otto van Wassenaer van Catwijck          | antirevolutionairen       | Leiden           | 18 september 1871 | 19-09-1875 [ e ]  | [ 83 ] |
| Rembertus Westerhoff                     | thorbeckianen             | Appingedam       | 20-09-1869 [ d ]  | 14 september 1873 | [ 84 ] |
| Willem Wintgens                          | conservatieven            | 's-Gravenhage    | 18 september 1871 | 19-09-1875 [ e ]  | [ 85 ] |
| Schelte Wybenga                          | liberalen                 | Sneek            | 20-09-1869 [ d ]  | 14 september 1873 | [ 86 ] |
| Franciscus van Zinnicq Bergmann          | conservatief-katholieken  | 's-Hertogenbosch | 20-09-1869 [ d ]  | 14 september 1873 | [ 87 ] |
| Jules van Zuylen van Nijevelt            | conservatieven            | Arnhem           | 18 september 1871 | 19-09-1875 [ e ]  | [ 88 ] |

1815-1818 ·
1818-1821 ·
1821-1824 ·
1824-1827 ·
1827-1830 ·
1830-1833 ·
1833-1836 ·
1836-1839 ·
1839-1842 ·
1842-1845 ·
1845-1848 ·
1848-1849 ·
1849-1850 ·
1850-1852 ·
1852-1853 ·
1853-1854 ·
1854-1856 ·
1856-1858 ·
1858-1860 ·
1860-1862 ·
1862-1864 ·
1864-1866 ·
1866 (sep) ·
1866-1868 ·
1868-1869 ·
1869-1871 ·
1871-1873 ·
1873-1875 ·
1875-1877 ·
1877-1879 ·
1879-1881 ·
1881-1883 ·
1883-1884 ·
1884-1886 ·
1886-1887 ·
1887-1888 ·
1888-1891 ·
1891-1894 ·
1894-1897 ·
1897-1901 ·
1901-1905 ·
1905-1909 ·
1909-1913 ·
1913-1917 ·
1917-1918 ·
1918-1922 ·
1922-1925 ·
1925-1929 ·
1929-1933 ·
1933-1937 ·
1937-1946 ·
1946-1948 ·
1948-1952 ·
1952-1956 ·
1956-1959 ·
1959-1963 ·
1963-1967 ·
1967-1971 ·
1971-1972 ·
1972-1977 ·
1977-1981 ·
1981-1982 ·
1982-1986 ·
1986-1989 ·
1989-1994 ·
1994-1998 ·
1998-2002 ·
2002-2003 ·
2003-2006 ·
2006-2010 ·
2010-2012 ·
2012-2017 ·
2017-2021 ·
2021-2023 ·
2023-heden
Overzicht historische zetelverdeling